# Болетеу
Болетеу (рум. Bolătău) — село у повіті Бакеу в Румунії. Входить до складу комуни Земеш.
Село розташоване на відстані 245 км на північ від Бухареста, 40 км на захід від Бакеу, 107 км на південний захід від Ясс, 124 км на північний схід від Брашова.

## Населення
За даними перепису населення 2002 року у селі проживала 1201 особа, усі — румуни. Усі жителі села рідною мовою назвали румунську.